# Klaus Bittner
Klaus Bittner (ur. 23 października 1938 w Görlitz) – niemiecki wioślarz reprezentujący RFN, dwukrotny medalista olimpijski.

## Kariera
Wystąpił na igrzyskach olimpijskich w Rzymie w 1960, gdzie Wspólna Reprezentacja Niemiec w składzie: Manfred Rulffs, Walter Schröder, Frank Schepke, Kraft Schepke, Karl-Heinrich von Groddeck, Karl-Heinz Hopp, Klaus Bittner, Hans Lenk i Willi Padge zdobyła złoty medal. W finale o 4,34 sekundy wyprzedzili Kanadyjczyków i o 7,66 sekundy osadę Czechosłowacji. Brał także udział w igrzyskach olimpijskich w Tokio w 1964, zdobywając kolejny medal w ósemkach. W wyścigu finałowym Klaus Aeffke, Klaus Bittner, Moritz von Groddeck, Hans-Jürgen Wallbrecht, Klaus Behrens, Jürgen Schröder, Jürgen Plagemann, Horst Meyer i Thomas Ahrens zajęli drugie miejsce, rozdzielając osady USA i Czechosłowacji.
W konkurencji tej zwyciężał również na mistrzostwach Europy w Mâcon (1959) i mistrzostwach Europy w Amsterdamie (1964). Ponadto zwyciężał w czwórkach ze sternikiem na mistrzostwach Europy w Pradze (1961) i czwórkach bez sternika na mistrzostwach Europy w Kopenhadze (1963).
Kilkukrotnie zdobywał mistrzostwo kraju. Dwukrotnie odznaczony Srebrnym Liściem Laurowym. Po zakończeniu kariery został nauczycielem.